# Найт (Вісконсин)
Найт (англ. Knight) — місто (англ. town) в США, в окрузі Айрон штату Вісконсин. Населення — 212 особи (2020).

## Демографія
Згідно з переписом 2010 року, у місті мешкало 211 осіб у 101 домогосподарстві у складі 57 родин. Було 240 помешкань
Расовий склад населення:
| - 98,1 % — білих - 0,9 % — азіатів - 0,5 % — корінних американців |

До двох чи більше рас належало 0,5 %. Частка іспаномовних становила 0,0 % від усіх жителів.
За віковим діапазоном населення розподілялося таким чином: 18,5 % — особи молодші 18 років, 59,2 % — особи у віці 18—64 років, 22,3 % — особи у віці 65 років та старші. Медіана віку мешканця становила 50,9 року. На 100 осіб жіночої статі у місті припадало 93,6 чоловіків;  на 100 жінок у віці від 18 років та старших — 100,0 чоловіків також старших 18 років.
Середній дохід на одне домашнє господарство  становив 37 843 долари США (медіана — 31 429), а середній дохід на одну сім'ю — 49 668 доларів (медіана — 40 000). За межею бідності перебувало 33,5 % осіб, у тому числі 35,7 % дітей у віці до 18 років та 13,3 % осіб у віці 65 років та старших.
Цивільне працевлаштоване населення становило 99 осіб. Основні галузі зайнятості: виробництво — 20,2 %, будівництво — 17,2 %, науковці, спеціалісти, менеджери — 16,2 %.